# Villiers (Familienname)
Villiers bzw. de Villiers ist der Familienname folgender Personen:
- AB de Villiers (* 1984), südafrikanischer Cricketspieler
- Alan Villiers (1903–1982), australischer Seefahrer, Abenteurer, Fotograf und Schriftsteller
- Amelie Child-Villiers (* 2008), britische Schauspielerin und Peer
- André Villiers (1915–1983), französischer Zoologe
- Auguste de Villiers de L’Isle-Adam (1838–1889), französischer Schriftsteller
- Barbara Villiers, 1. Duchess of Cleveland (1640–1709), Herzogin von Cleveland
- Bartholdus de Villiers (1622–1663), Bremer Rats- und Buchdrucker
- Charles Pelham Villiers (1802–1898), britischer Jurist und Politiker
- Christopher Villiers (* 1960), britischer Schauspieler
- Claude Deschamps de Villiers (1600–1681), französischer Theaterschauspieler und Dramatiker
- Dawie de Villiers (* 1949), südafrikanischer Rugby-Union-Spieler
- Édouard de Villiers du Terrage (1780–1855), französischer Ingenieur
- Elizabeth Villiers (~1657–1733), englische Adlige
- Elme de Villiers (* 1993), südafrikanische Badmintonspielerin
- Ethel-Michele de Villiers (* 1947), Biologin
- Frances Villiers (1753–1821), britische Mätresse
- François Villiers (1920–2009), französischer Regisseur und Drehbuchautor
- George Villiers, 1. Duke of Buckingham (1592–1628), englischer Diplomat und Staatsmann
- George Villiers, 2. Duke of Buckingham (1628–1687), englischer Diplomat und Staatsmann
- George Villiers, 4. Earl of Clarendon (1800–1870), britischer Staatsmann
- George Villiers, 6. Earl of Clarendon (1877–1955), Generalgouverneur von Südafrika
- George Child-Villiers, 8. Earl of Jersey (1873–1923), britischer Bankier und Politiker der Conservative Party, Oberhausmitglied
- Gérard de Villiers (1929–2013), französischer Schriftsteller, Herausgeber und Journalist
- Giniel de Villiers (* 1972), südafrikanischer Rennfahrer
- Hendrik De Villiers (* 1981), südafrikanischer Triathlet
- Henry de Villiers (* 1945), südafrikanischer Rugby-Union-Spieler
- Henry Villiers-Stuart, 1. Baron Stuart de Decies (1803–1874), britischer Adliger und Politiker, Mitglied des House of Commons
- Izak de Villiers (1936–2009), südafrikanischer Pfarrer, Poet, Buchautor und Redakteur
- Jacques-François Villiers (1727–1794), französischer Arzt und Übersetzer
- James Villiers (1933–1998), britischer Film- und Fernsehschauspieler
- Jean de Villiers (Ritter) (vor 1248–1294), Großmeister des Johanniterordens von 1284 bis 1294
- Jean de Villiers de L’Isle-Adam (um 1384–1437), Marschall von Frankreich
- Jean de Villiers (Rugbyspieler) (* 1981), südafrikanischer Rugbyspieler
- Jean Arnaud Villiers (vor 1668–nach 1681), französischer Baumeister, Hofbaumeister und Bildhauer, siehe Jean Arnaud Villers
- John Villiers (1936–2020), britischer Historiker
- Katherine Villiers, Duchess of Buckingham (1603–1649), englische Peeress
- Louis C. de Villiers (1882–1958), südafrikanischer Fußballspieler
- Marq De Villiers (* 1940), südafrikanisch-kanadischer Autor
- Merle de Villiers (* 2001), deutsche Schauspielerin
- Moira De Villiers (* 1990), neuseeländische Judoka
- Nannie de Villiers (* 1976), südafrikanische Tennisspielerin
- Paul Edmond Villiers (1883–1914), französischer Maler
- Peter de Villiers (* 1957), südafrikanischer Rugbyspieler und -trainer
- Peter Lozeleur de Villiers (1530–1590), Hofprediger und Geheimrat des Prinzen Wilhelm I. von Oranien
- Philippe de Villiers (* 1949), französischer Politiker
- Philippe de Villiers de l’Isle-Adam (1464–1534), Großmeister des Johanniterordens von 1521 bis 1534
- Pierre de Villiers (* 1956), französischer Général d’Armée und Chef des französischen Generalstabs
- Pieter de Villiers (* 1972), französischer Rugby-Union-Spieler
- Sarah Villiers, Countess of Jersey (1785–1867), englische Adlige
- Tam de Villiers (* 1979), britischer Jazzmusiker
- Theresa Villiers (* 1968), englische Europapolitikerin
- Thomas de Villiers († 1622), Buchdrucker aus Gent und Bremen
- Victor Child-Villiers, 7. Earl of Jersey (1845–1915), britischer Politiker
- William Villiers, 2. Viscount Grandison, englischer Adliger
- William Villiers, 3. Baronet (1645–1712), englischer Adliger und Politiker
- William Villiers, 2. Earl of Jersey (um 1682–1721), englischer Adliger
- William Villiers, 3. Earl of Jersey († 1769), englischer Adliger
- William Child-Villiers, 10. Earl of Jersey (* 1976), britischer Filmproduzent, Schauspieler und Schriftsteller

Siehe auch:
- Anthony Villiers, fiktive Personen  bei Alexei Panshin